# 赖夫灵
赖夫灵是奥地利施蒂利亚州尤登堡县的一个市镇。总面积16.22平方公里，总人口405人，人口密度25.0人/平方公里（2005年）。